# ウィリアム・フィンレイ
ウィリアム・フィンレイ（William Finley, 1940年9月20日 - 2012年4月14日）は、アメリカ合衆国の俳優である。

## 来歴
1940年、ニューヨーク市に生まれる。高校卒業後にコロンビア大学へ進学し、在学中に後の映画監督となるブライアン・デ・パルマやゲリット・グレアムらと出会った。卒業後は舞台で俳優活動をスタートさせ、1968年にデ・パルマ監督の『Murder à la Mod』で映画デビューを果たした。後にデ・パルマ監督作品の常連俳優となり、1974年に出演した同監督のミュージカル映画『ファントム・オブ・パラダイス』での怪演ぶりが注目され、名実共に役者としての仲間入りを果たしている。その後もデ・パルマ監督の作品には『フューリー』へ出演したほか、ホラー映画『悪魔の沼』や『ファンハウス/惨劇の館』などの出演作がある。

### 私生活
1972年にSusan Weiser Finleyという女性と結婚しており、2人の間には1人の子供が生まれている。家系はイギリス系とアイルランド系。

### 死去
2012年に、マンハッタンにある自宅で死去。71歳だった。

## 出演作品

### 映画
- Murder à la Mod (1968)
- 御婚礼/ザ・ウェディング・パーティー The Wedding Party (1969)
- Dionysus (1970)
- 悪魔のシスター Sisters (1973)
- ファントム・オブ・パラダイス Phantom of the Paradise (1974)
- Last Hours Before Morning (1975) ※テレビ映画
- 悪魔の沼 Eaten Alive (1977)
- フューリー The Fury (1978)
- Wise Blood (1979)
- Simon (1980)
- 殺しのドレス Dressed to Kill (1980)
- ファンハウス/惨劇の館 The Funhouse (1981)
- バイオニック・マーダラー Silent Rage (1982)
- トビー・フーパーの ナイトテラー Night Terrors (1993)
- ブラック・ダリア The Black Dahlia (2006)

### テレビドラマ
- Mary Hartman, Mary Hartman (1976)
- ハリウッド・ナイトメア Tales from the Crypt (1993)
- サブリナ Sabrina, the Teenage Witch (1998)
- マスターズ・オブ・ホラー Masters of Horror (2006)

## 参照
1. 1 2 3 4  “William Finley Biography”. 2014年8月14日閲覧。